# La Tierra Gallega (1894)
La Tierra Gallega fue un semanario de La Habana editado entre 1894 y 1896.

## Historia y características
Fundado por un grupo de galleguistas de Cuba (Manuel Lugrís Freire, Constantino Huerta, Vicente Fraiz Andón, entre otros) con la finalidad de cedérselo a Manuel Curros Enríquez para que lo dirigiera. El primer número salió el 8 de abril de 1894, mantuvo un carácter regionalista gallego, reivindicando la autonomía para Galicia y manteniendo una posición de españolismo autonomista en la política cubana. El último número, el 197, salió el 9 de noviembre de 1896, luego de que el gobernador de La Habana y capitán general, Valeriano Weyler, lo suspendiera tras atacar al ministro español de La Mariña.